# Ernesto Mastrángelo
Ernesto Enrique Mastrángelo (Rufino, 5 de julio de 1948-Buenos Aires, 22 de julio de 2023), conocido como Héber Mastrángelo, fue un futbolista y director técnico argentino. Jugaba como delantero y su primer equipo fue Atlanta. Su último club antes de retirarse fue Defensor Sporting de Uruguay.
También trabajó para Boca Juniors en la captación de jugadores.

## Trayectoria
Surgido de las divisiones juveniles de Atlanta, deslumbró rápido en la escena del fútbol argentino.  Allí se mantuvo durante tres años, para luego ser transferido a River Plate.

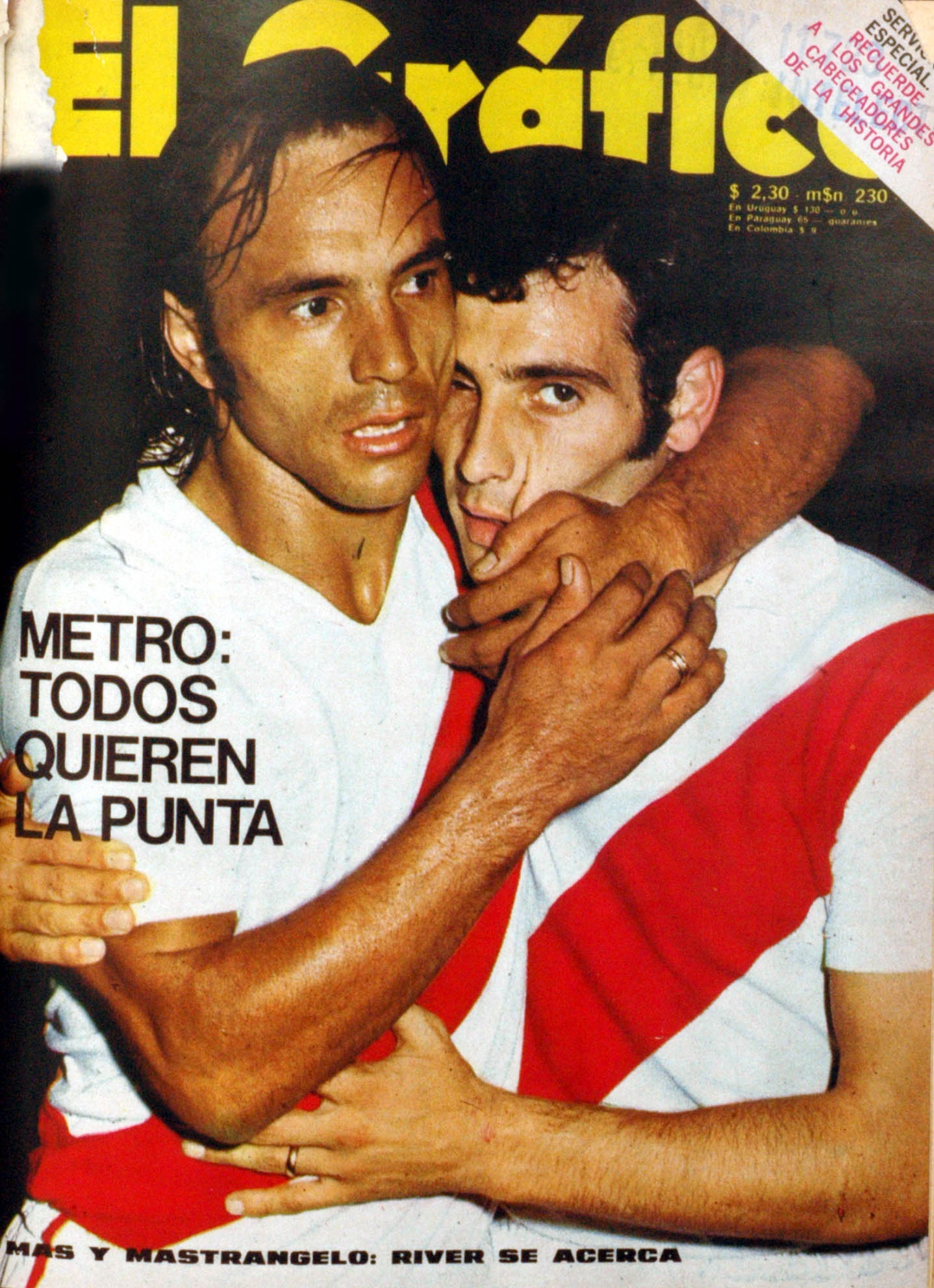
Más y Mastrángelo en 1972

A pesar de sus buenas actuaciones, en en1975 fue transferido a Unión (SF), donde un solo año le bastó para ser figura. En 1976 se produjo la asunción de Juan Carlos Lorenzo como técnico de Boca Juniors y la primera decisión que tomó el entrenador fue la de llevarse a tres de sus exdirigidos en Unión: Hugo Gatti, Rubén Suñé y el propio Mástrangelo.
En Boca Juniors destacó rápidamente debido a sus grandes actuaciones, a tal punto ser considerado un ídolo y referente. Se caracterizaba por sus piques electrizantes, sus penetrantes diagonales en el área rival y por su viveza e inteligencia a la hora de desenvolverse en el frente de ataque y generarles problemas a los defensores rivales. Es recordado principalmente por convertir goles importantes en momentos cúlmines del equipo. Allí conquistó un total de seis títulos: tres nacionales y tres internacionales. En el plano local se consagró campeón del Torneo Nacional en 1976 y de dos Torneos Metropolitanos, en las ediciones 1976 y 1981, este último con Silvio Marzolini como entrenador. En el plano internacional logró el bicampeonato de la Copa Libertadores al ganar las ediciones de 1977 y 1978, además de la extinta Copa Intercontinental que consagró al club como campeón del mundo en el año 1977 frente al Borussia Mönchengladbach de Alemania. Jugó un total de 134 partidos, de los cuales 103 fueron locales y 31 internacionales, y convirtió 56 goles, 47 locales y 9 internacionales. 
Culminó su carrera como profesional en Defensor de Uruguay, club al que arribó en 1982 y donde jugó tan sólo un año. Después de su retiro como futbolista, regresó a Boca en 1984 para ser ayudante de campo de Dino Sani, luego acompañó también a Alfredo Di Stéfano y a Mario Zanabria, pero la llegada de César Luis Menotti a fines de 1986 provocó su salida del club. Posteriormente integró el cuerpo técnico de Francisco Sá en Los Andes (incluso dirigiendo un partido) y Almirante Brown. Fuera del país tuvo su primera experiencia como técnico en Cartaginés, de Costa Rica.
En 1996, tras la llegada como presidente de Mauricio Macri, volvió a Boca para ser entrenador en las divisiones inferiores, donde se mantuvo hasta finales de 2003. En 2004 tuvo un fugaz paso por Chacarita Juniors (apenas cinco partidos) y luego estuvo al frente de la selección sub-20 de Paraguay entre 2005 y 2007.

## Fallecimiento
Falleció en Buenos Aires, el sábado 22 de julio de 2023, debido a un paro cardiorrespiratorio.

## Clubes

### Como jugador
| Club              | País      | Año       |
| ----------------- | --------- | --------- |
| Atlanta           | Argentina | 1968-1971 |
| River Plate       | Argentina | 1972-1974 |
| Unión de Santa Fe | Argentina | 1975      |
| Boca Juniors      | Argentina | 1976-1981 |
| Defensor          | Uruguay   | 1982      |

### Como asistente técnico
| Club            | País      | Año       |
| --------------- | --------- | --------- |
| Boca Juniors    | Argentina | 1984-1986 |
| Los Andes       | Argentina | 1989      |
| Almirante Brown | Argentina | 1990      |

### Como entrenador
| Club                      | País       | Año       |
| ------------------------- | ---------- | --------- |
| Los Andes (interino)      | Argentina  | 1989      |
| Cartaginés                | Costa Rica | 1992-1993 |
| Boca Juniors (inferiores) | Argentina  | 1996-2003 |
| Chacarita Juniors         | Argentina  | 2004      |
| Selección Sub-20          | Paraguay   | 2005-2007 |

## Palmarés

### Campeonatos nacionales
| Título           | Club         | País      | Año    |
| ---------------- | ------------ | --------- | ------ |
| Primera División | Boca Juniors | Argentina | M-1976 |
| Primera División | Boca Juniors | Argentina | N-1976 |
| Primera División | Boca Juniors | Argentina | M-1981 |

### Copas internacionales
| Título                | Club         | Sede         | Año  |
| --------------------- | ------------ | ------------ | ---- |
| Copa Libertadores     | Boca Juniors | Montevideo   | 1977 |
| Copa Intercontinental | Boca Juniors | Karlsruhe    | 1977 |
| Copa Libertadores     | Boca Juniors | Buenos Aires | 1978 |